# Johann Friedrich Wilhelm Herbst
Pour les articles homonymes, voir Herbst.
Johann Friedrich Wilhelm Herbst est un naturaliste et entomologiste allemand, né le 1er novembre 1743 à Petershagen et mort le 5 novembre 1807 à Berlin.

## Biographie
Instituteur à Berlin, Herbst devient pasteur et sert comme aumônier dans l'armée prussienne.
Herbst et Carl Gustav Jablonsky (1756-1787) font paraître de 1785 à 1806 la première recherche systématique sur les coléoptères en Allemagne Naturgeschichte der in-und ausländischen Insekten.
Il est également l’auteur de Anleitung zur Kenntnis der Insekten (3 volumes, 1784-1786), Naturgeschichte der Krabben und Krebse (3 volumes, 1782-1804), Einleitung zur Kenntnis der Wür-mer (2 volumes, 1787-1788) et Natursystem der ungeflügelten Insekten (4 volumes, 1797-1800).